# سفارت ایتالیا در واشینگتن
سفارت ایتالیا در واشینگتن (به انگلیسی: Embassy of Italy) یک منطقهٔ مسکونی و نمایندگی سیاسی این کشور در ایالات متحده آمریکا است که در واشینگتن، دی.سی. واقع شده‌است.